# Ville-en-Tardenois
Ville-en-Tardenois ist eine französische Gemeinde mit 648 Einwohnern (Stand: 1. Januar 2022) im Département Marne in der Region Grand Est (vor 2016: Champagne-Ardenne). Sie gehört zum Arrondissement Reims und zum Kanton Dormans-Paysages de Champagne.

## Geographie
Ville-en-Tardenois liegt etwa 18 Kilometer südwestlich von Reims. Umgeben wird Ville-en-Tardenois von den Nachbargemeinden Lhéry im Norden und Nordwesten, Poilly im Norden und Nordosten, Sarcy im Nordosten, Chambrecy im Osten, Champlat-et-Boujacourt im Südosten, Jonquery im Süden sowie Romigny im Westen.

## Bevölkerungsentwicklung
| Jahr      | 1962 | 1968 | 1975 | 1982 | 1990 | 1999 | 2006 | 2018 |
| Einwohner | 354  | 363  | 318  | 332  | 530  | 550  | 542  | 652  |

## Sehenswürdigkeiten
- Kirche Saint-Laurent aus dem 12./13. Jahrhundert, Monument historique seit 1919

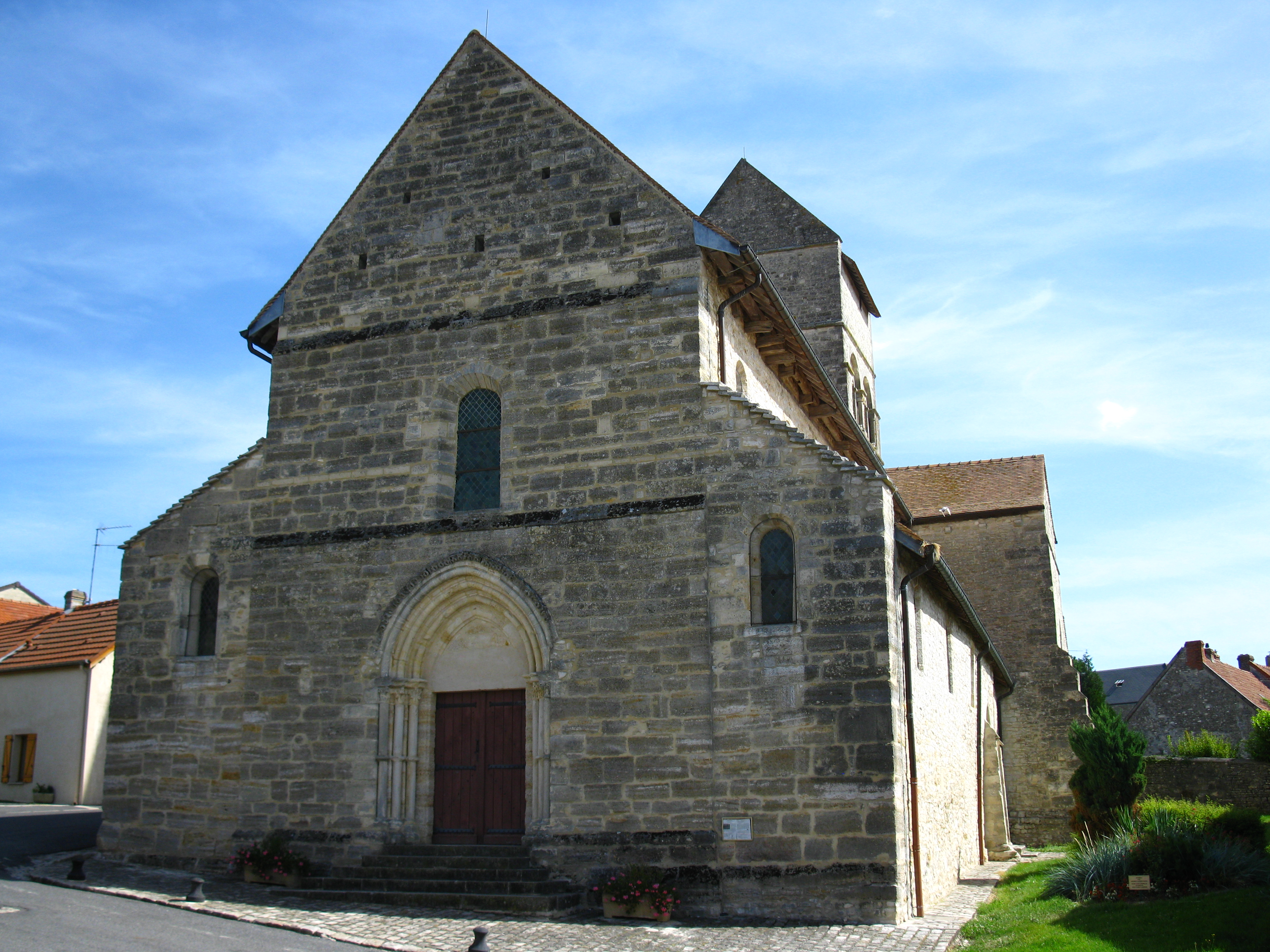
Kirche Saint-Laurent